# Janowiec Kościelny (gromada)
Janowiec Kościelny – dawna gromada, czyli najmniejsza jednostka podziału terytorialnego Polskiej Rzeczypospolitej Ludowej w latach 1954–1972.
Gromady, z gromadzkimi radami narodowymi (GRN) jako organami władzy najniższego stopnia na wsi, funkcjonowały od reformy reorganizującej administrację wiejską przeprowadzonej jesienią 1954 do momentu ich zniesienia z dniem 1 stycznia 1973, tym samym wypierając organizację gminną w latach 1954–1972.
Gromadę Janowiec Kościelny z siedzibą GRN w Janowcu Kościelnym utworzono – jako jedną z 8759 gromad na obszarze Polski – w powiecie mławskim w woj. warszawskim, na mocy uchwały nr VI/10/8/54 WRN w Warszawie z dnia 5 października 1954. W skład jednostki weszły obszary dotychczasowych gromad Janowiec Kościelny, Janowiec-Jastrząbki, Janowiec-Leśniki, Leśniewo Wielkie, Miecznikowo-Cygany, Miecznikowo-Gołębie, Miecznikowo-Kołaki, Majki-Zagroby, Pokrzywnica, Szczepkowo-Pawełki i Szypułki-Zaskórki() ze zniesionej gminy Szczepkowo w tymże powiecie.
1 stycznia 1955 gromadę włączono do powiatu nidzickiego w woj. olsztyńskim.
W 1957 roku gromada miała 15 członków gromadzkiej rady narodowej.
1 stycznia 1960 do gromady Janowiec Kościelny włączono obszar zniesionej gromady Szczepkowo Borowe w tymże powiecie.
31 grudnia 1961 z gromady Janowiec Kościelny wyłączono wieś Giewarty, włączając ją do gromady Janowo w tymże powiecie; do gromady Janowiec Kościelny włączono natomiast obszar zniesionej gromady Nowa Wieś w tymże powiecie.
31 grudnia 1967 z gromady Janowiec Kościelny wyłączono odcinek rzeki Orzyc na granicy z gromadą Janowo w tymże powiecie, włączając go do tejże gromady (granicę obu gromad poprowadzono zachodnim brzegiem nowego koryta rzeki).
Gromada przetrwała do końca 1972 roku, czyli do kolejnej reformy gminnej. 1 stycznia 1973 w powiecie nidzickim w woj. olsztyńskim utworzono gminę Janowiec Kościelny.